# Погрешно скретање 5: Крвне везе
Погрешно скретање 5: Крвне везе (енгл. Wrong Turn 5: Bloodlines) је амерички слешер хорор филм из 2012. године који је режирао и написао Деклан О'Брајан. Улоге тумаче Камиља Арведсон, Роксејн МекКи и Даг Бредли. Директан је наставак филма Погрешно скретање 4: Крвави почеци и преднаставак Погрешног скретања из 2003. године.
Хронолошки гледано овај део је други у франшизи. Филм се истиче по томе што је најслабије оцењен у целој серији филмова, има 4,1/10 звездица.

## Радња
У граду Ферлејк, округ Гринбрер у Западној Вирџинији, Брђани започињу дивљачки поход уз помоћ серијског убице Мајнарда Одетса, где прво убијају репортерку вести, Калин Вебер.
Неколико пријатеља одлази у Ферлејк ради великог фестивала који се одржава у том граду. Све је било у реду уз дружење и пушење траве док нису налетели аутомобилом на непознатог човека који их након неколико тренутака напада. Када је дошла полиција сви завршавају у притвору. Серијски убица непрестано прети пријатељима и шерифу да ће бити мртви, мада они не обраћају много пажње. Убрзо креће крвави напад Брђана у циљу убистава и ослобођења Одетса.
Након што су побили све мете, живе остају само шериф и Лита. Шериф Картер се буди у затворској ћелији везаних руку за плафон. Мајнард јој даје могућност њене смрти ватром или из сачмарице са окидачем везаним за ноге. Док спаљују ћелију, Картер на крају активира сачмарицу, убијајући се. Лита, која не може да види, заробљена је од стране Мајнарда и канибала пре него што је одвезена у шуму, вриштећи.